# باشگاه فوتبال آدلاید یونایتد
باشگاه فوتبال آدلاید یونایتد (به انگلیسی: Adelaide United Football Club) یک باشگاه فوتبال استرالیایی است که در شهر آدلاید در استرالیای جنوبی قرار دارد. این باشگاه هم‌اکنون در ای-لیگ بازی می‌کند و یکی از پرافتخارترین تیم‌های استرالیا به شمار می‌آید. آدلاید یونایتد در سال ۲۰۰۸ با باخت به گامبا اوزاکا در دیدار پایانی لیگ قهرمانان آسیا به نایب‌قهرمانی رسید و به جام باشگاه‌های جهان سال ۲۰۰۹ راه یافت. در سال ۲۰۰۶، روماریو، بازیکن پرآوازه برزیلی، در ازای دریافت ۱۹۰ هزار دلار، ۴ بازی برای این تیم انجام داد و یکی از ۱۰۰۰ گل خود را با پیراهن آدلاید به ثمر رساند.

## باشگاه‌های خواهرخوانده
- میامی اف‌سی

قرارداد خواهرخواندگی در نوامبر ۲۰۰۶ بسته‌شد. طبق این قرارداد، آدلاید از بازیکنان آکادمی جوانان میامی استفاده‌می‌کند.
- شاندونگ لیونگ

قرارداد خواهرخواندگی دو باشگاه اوایل دسامبر ۲۰۰۸ بسته‌شد و تا سال ۲۰۱۲ اعتبار دارد.